# King of da Ghetto
Albums de Z-Ro
Z-Ro vs. the World
(2000) Z-Ro
(2002)
King of da Ghetto est le troisième album studio de Z-Ro, sorti le 26 juin 2001.

## Liste des titres
| No  | Titre                                           | Contient un (des) sample(s) de   | Durée |
| --- | ----------------------------------------------- | -------------------------------- | ----- |
| 1.  | I Found Me (featuring Trae)                     |                                  | 4:16  |
| 2.  | Block Bleeder (featuring Den Den)               |                                  | 4:23  |
| 3.  | Wonder If I'm Blessed (featuring Wood et Chill) |                                  | 4:18  |
| 4.  | Gripping Grain (featuring Den Den)              |                                  | 3:44  |
| 5.  | Haters Song (featuring Trae et Slimm Chance)    | Love T.K.O. de Teddy Pendergrass | 4:56  |
| 6.  | Passenger Side                                  |                                  | 3:34  |
| 7.  | In My Prime (featuring Trae et 9500 Woodfair)   |                                  | 3:38  |
| 8.  | Real Niggas                                     |                                  | 4:52  |
| 9.  | Wake Up (featuring Mussilini)                   |                                  | 4:19  |
| 10. | Friends (featuring Den Den et Slimm Chance)     |                                  | 4:00  |
| 11. | All Fall Down (featuring Den Den)               |                                  | 4:07  |
| 12. | Pain                                            |                                  | 4:05  |
| 13. | Sunshine                                        |                                  | 4:17  |